# الکساندر شلن
الکساندر شلن (انگلیسی: Alexander Scheelen؛ زادهٔ ۲۵ ژوئن ۱۹۸۷) بازیکن فوتبال اهل آلمان است.